# 天狼星口琴樂團
天狼星口琴樂團（英語：Sirius Harmonica Ensemble）是一個台灣口琴樂團，在2001年時於台北市立案。其前身是由三位台中一中口琴社校友所組成的校友隊。由於該校口琴社的代表動物是狼，因此在團名之中加上「狼」字以表示其緣起。
天狼星口琴樂團自2001年起曾拿下多項比賽的冠亞軍獎牌。2013年10月，受邀於德國舉辦四年一度的世界口琴節中擔任評審、演出嘉賓並舉行講座。2017獲得世界口琴節小合奏公開組世界冠軍，是少數獲世界賽肯定前便受邀擔任評審的團體。2014年起於台灣發起台灣口琴音樂大賽的舉辦，此活動近年來發展為台灣口琴界的年度盛事。。

## 外部鏈結
- 天狼星口琴樂團Youtube Channel（页面存档备份，存于）
- 天狼星口琴樂團Facebook粉絲專頁